# Marika Green
Marika Nicolette Green (Södermalm, Svédország, 1943. június 21. –) svéd származású francia színésznő. Első filmszerepét 16 évesen játszotta el Robert Bresson 1959-es Zsebtolvaj c. filmdrámájában. Legismertebb filmszerepe „Bee” alakítása volt, Just Jaeckin 1974-ben bemutatott Emmanuelle c. erotikus játékfilmjében. Christian Berger osztrák producer felesége. 1995-ben visszavonult, nem filmez.

## Életpályája
Paul Le Flem francia zeneszerző (1881–1984) unokája. Södermalmban, Stockholm déli elővárosában, Stockholm megye legnagyobb szigetén született. Svéd családnevének jelentése  „faág”, helyes kiejtése [gréén] (tehát nem ejtendő angolosan [grín]-nek).
10 éves korában, 1953 márciusában szüleivel és öccsével, Walterrel együtt Franciaországba költözött. 1959-ben, 16 éves korában megkapta első filmfőszerepét Robert Bresson Zsebtolvaj (Pickpocket) c. melodramatikus krimijében, amely Dosztojevszkij Bűn és bűnhődés c. regényének szabad átdolgozása volt.
Néhány évvel később, 1966-ban öccse, Walter Green is szerencsét próbált gyermekszínészként, Robert Bresson egy másik filmjében az Au Hasard Balthazar-ban.
1969-ben a Maigret felügyelő televíziós sorozat, Éjszakai útkereszteződés (La nuit du carrefour) c. epizódjában játszotta Else szerepét. 1969-ben készült, 1970-ben mutatták be René Clément Futó zápor (Le Passager de la pluie / Rider on the Rain) c. francia–amerikai akciófilmjét, amelyben Marika Green egy pincérnőt alakított, Charles Bronson, Jill Ireland és későbbi sógornője, Marlène Jobert társaságában. Ugyanebben az évben, 1970-ben Marika szerepelt Louis Grospierre filmjében, a Brunó, a vasárnapi gyerek-ben, „Denise” szerepében. A filmet Magyarországon csak a klubhálózat mutatta be. 1974-ben szerepelt az Arsène Lupin tévésorozat A rejtélyes lakóház (La demeure mystérieuse) c. epizódjában, Regina szerepében, Georges Descrières partnereként.
1974-ben Just Jaeckin filmrendező beválogatta őt az Emmanuelle c. erotikus játékfilmjének főszereplői közé, ő alakította Bee-t, a régésznőt, akit Emmanuelle (Sylvia Kristel) átmenetileg elcsábít. A sikert és botrányt kavaró produkció világhírt hozott neki is. Az Emmanuelle után Marika már csak kevés nagy játékfilmben szerepelt. Alakításai kisebb érdeklődést keltettek, Bee szerepének sikerét sokáig nem tudta megismételni.
A televíziós produkciók felé fordult. 1979-ben Estella Blainnel és Carole Chauvet-val együtt szerepelt Paul Claudel Kantáta három hangra (La Cantate à trois voix) című versének Alexis Tikovoi által rendezett háromszereplős, oratóriumszerű feldolgozásában, amelyet „A normann székesegyházak éve” (L’Année des abbayes normandes) kulturális fesztivál keretében, a rouen-i Saint-Ouen apátsági templomban adtak elő ill. vettek fel.
Jean Kerchbron 1986-ban bemutatott Grand Hôtel c. tévéfilm-sorozatának állandó szereplőjeként (Lady Gladys-ként) Marika Green ismét magára tudta irányítani a közönség figyelmet és népszerűséget szerzett.
Marika Green az osztrák Christian Berger (* 1945) producerhez és filmrendezőhöz, Michael Haneke (* 1942) bajor filmrendező és forgatókönyvíró munkatársához ment feleségül. 1991-ben férje rendezésében Marika eljátszotta a Hanna Monster, Liebling című lélektani horrorfilm címszereplőjét, Hannát, aki súlyosan torzszülött gyermekének világrajövetelével szembesül.
Legutóbbi filmszerepét 52 éves korában, 1995-ben játszotta el, Helmut Berger (* 1949) osztrák rendező Parasztsakk (Bauernschach) című filmjében. Azóta nem szerepelt újabb játékfilmben. Férjét, Christian Bergert segíti, aki továbbra is aktívan működik a filmkészítő iparban.
Marika öccse, Walter Green szájsebész–fogorvos lett, és Marlène Jobert francia színésznőt vette feleségül. Leányuk, Eva Green (* 1980), Marika Green unokahúga szintén sikeres színésznő lett Franciaországban. (Sok más mellett a James Bond sorozat 2006-os Casino Royale c. epizódjában ő játszotta „Vesper Lynd” szerepét, Daniel Craig partnereként).

## Filmjei (kivonat)
- 1959: Zsebtolvaj (Pickpocket), rendezte Robert Bresson, (Jeanne).
- 1964: Le Récit de Rebecca, rendezte Paul Vecchiali.
- 1967: Cinq gars pour Singapour, rendezte Bernard Toublanc-Michel, (Monika Latzko).
- 1967: Gólem (Le Golem) tévéfilm, 1967, Gustav Meyrink regényéből, rendezte Louis Pauwels és Jean Kerchbron, (Myriam).
- 1968: Le Bal des voyous (Playmates), rendezte Jean-Claude Dague.
- 1968: La Fille d’en face (The Girl Across the Way), rendezte Jean-Daniel Simon.
- 1969: Maigret felügyelő televíziós sorozat, Éjszakai útkereszteződés (La nuit du carrefour) c. epizódja, (Else).
- 1969/1970: Futó zápor (Le Passager de la pluie), rendezte René Clément, (pincérnő).[11] (fősz.: Charles Bronson, Marlène Jobert, Jill Ireland)
- 1970: Brunó, a vasárnapi gyerek (Bruno, l’enfant du dimanche), rendezte Louis Grospierre, (Denise).
- 1974: Arsène Lupin, televíziós sorozat, A rejtélyes lakóház (La demeure mystérieuse) c epizódja, (Regina).
- 1973: L’Affaire Crazy Capo, rendezte Patrick Jamain.
- 1974: Emmanuelle, rendezte Just Jaeckin (Bee).
- 1978: Jean-Christophe, televíziós sorozat, Romain Rolland regényéből.[19]
- 1986: Grand Hôtel, tévésorozat, rendezte Jean Kerchbron, (Lady Gladys).
- 1991: Hanna Monster, Liebling, rendezte  Christian Berger (Hanna).
- 1995: Bauernschach, tévéfilm, rendezte Helmut Berger (Gerda),[20] (Mario Adorffal).